# Kieselbach (Lichte)
Der Kieselbach ist der rechte Oberlauf der bis dorthin noch Kleine Lichte genannten der Lichte im Thüringer Schiefergebirge. Er entspringt am Bahnhof Ernstthal am Rennsteig in unmittelbarer Nähe zum Rennsteig an der Wasserscheide zwischen Thüringen und Franken.

## Verlauf
Auf seinem Lauf nach Nordosten folgt er der Talsohle des Finsteren Grundes und wird vom Eisenbahnviadukt Finsterer Grund der stillgelegten Eisenbahnstrecke Probstzella–Lichte–Ernsttal am Rennsteig überquert. In Waschdorf vereinigt er sich mit der Kleinen Lichte. Nunmehr folgen beide Gewässer als Lichte dem Lichtetal und durchströmen dabei die Ortsteile Wallendorf und Geiersthal. In ihrem weiteren Verlauf speist die Lichte deren Vorsperre Deesbach und dann die Talsperre Leibis-Lichte. Sie mündet schließlich in Unterweißbach in die Schwarza.